# Evacuate
Evacuate – trzeci album studyjny zespołu Chelsea wydany w kwietniu 1982 przez wytwórnię Step-Forward Records (w Stanach Zjednoczonych album wydała wytwórnia I.R.S. Records). Materiał nagrano w styczniu 1982 w londyńskim studiu "Matrix". Reedycja CD dokonana przez wytwórnię Captain Oi! została uzupełniona ośmioma utworami pochodzącymi z singli. 

## Lista utworów
1. "Evacuate" (N. Austin) – 3:46
2. "How Do You Know" (S. Courfield, G. Octorber) – 3:24
3. "Cover Up" (N. Austin) – 3:06
4. "Looks Right" (N. Austin) – 3:17
5. "Tribal Song" (G. October) – 5:44
6. "War Across the Nation" (N. Austin) – 3:11
7. "Forty People" (N. Austin, G. October) – 2:59
8. "Running Free" (P. Lincoln) – 2:54
9. "Last Drink" (N. Austin) – 2:53
10. "Only Thinking" (N. Austin, G. October) – 4:56

CD 1998 (Captain Oi!)
1. "Rockin' Horse" (G. October) – 4:01
2. "Years Away" (N. Austin, G. October) – 3:23
3. "Freemans" (G. October) – 3:13
4. "ID Parade" (N. Austin) – 3:01
5. "How Do You Know (Single Version)" (S. Courfield, G. Octorber) – 3:15
6. "New Era" (N. Austin) – 3:50
7. "War Across the Nation (Single Version)" (N. Austin) – 3:03
8. "Stand Out" (N. Austin) – 3:33

## Skład
- Gene October – śpiew
- Nic Austin – gitara
- Paul "Linc" Lincoln – gitara basowa
- Malcolm Asling – perkusja

produkcja
- Harry T. Murlowski – producent